# Římskokatolická farnost Bělčice
Římskokatolická farnost Bělčice je územním společenstvím římských katolíků v rámci strakonického vikariátu Českobudějovické diecéze.

## O farnosti

### Historie
Plebánie v Bělčicích je prvně písemně doložena k roku 1357. Původní kostelík ze 13. století byl rozšířen v 16. století a po rozšíření znovu vysvěcen 1. září 1515.

#### Přehled duchovních správců
- 1701-1722 R.D. Václav Antonín Hack (farář)
- 1772-1795 R.D. Jakub Kos (farář)
- 1796-1815 R.D. Václav Opolský (farář)
- 1815-1839 R.D. Josef Protiva (farář)
- 1839-1852 R.D. Josef Suda (farář)
- 1852-1867 R.D. Matěj Fröhlich (farář)
- 1867-1878 R.D. Ondřej Mašek (farář)
- 1879-1889 R.D. František Mrazík (farář)
- 1889-1911 R.D. Martin Ticháček (farář)
- 1911-1914 R.D. František Kniha (farář)
- 1914-1927 R.D. František Mařík (farář)
- 1927-1931 R.D, Martin Hanzlík (farář)
- 1931-1948 R.D. Antonín Jarolímek (farář)
- 1948-1949 R.D. Václav Košek (interkalární administrátor)
- 1950-1951 R.D. Jan Drmota (interkalární administrátor)
- 1951 (duben-červen) R.D. Alois Novák (interkalární administrátor)
- 1951-1952 R.D. Josef Šorma (interkalární administrátor)
- 1952-1959 R.D. Alois Střeleček (farář)
- 1959-1962 R.D. Karel Vadlejch (administrátor)
- 1962-1971 R.D. Jan Koblih (administrátor)
- 1971-1999 R.D. Jiří Mráz (farář)
- 1999-2012 R.D. Josef Charypar (farář)
- 2012-2014 R.D. Karel Hampl (administrátor ex currendo z Březnice)
- 2014-2016 D. Metod Zdeněk Kozubík, O.Praem. (administrátor ex currendo z Březnice)
- od r. 2016 R.D. Mgr. Petr Misař (administrátor ex currendo ze Starého Rožmitálu)

### Současnost
Bělčická farnost je spravována ex currendo z Březnice v píseckém vikariátu.
| Kostel                   | Místo    | Bohoslužba                       | Bohoslužba             | Poznámka        |
| ------------------------ | -------- | -------------------------------- | ---------------------- | --------------- |
| Kostel sv. Petra a Pavla | Bělčice  | neděle čtvrtek (v letním období) | 8.00 18.00             | farní kostel    |
| Kaple                    | Bělčice  | čtvrtek (v zimním období)        | 17.00                  | na faře         |
| Kaple sv. Floriána       | Hornosín | neslouží se pravidelně           | neslouží se pravidelně | obecní kaple    |
| Kaple                    | Koupě    | neslouží se pravidelně           | neslouží se pravidelně | obecní kaple    |
| Kostel sv. Voršily       | Újezdec  | neslouží se pravidelně           | neslouží se pravidelně | filiální kostel |
| Kaple Panny Marie        | Záhrobí  | neslouží se pravidelně           | neslouží se pravidelně | obecní kaple    |